# Punta Sabaneta
Punta Sabaneta es un punto en la isla de Corocoro, que pertenece a la Parroquia Francisco Aniceto Lugo del  Municipio Antonio Díaz del Estado Delta Amacuro, en el país suramericano de Venezuela, a unos 22 kilómetros al noreste de la localidad de San José de Amacuro y al norte del Faro de Barima y el río del mismo nombre. Es parte de la Reserva de Imataca y se encuentra frente a la aguas del océano Atlántico, cerca de la Boca Grande el Delta del Río Orinoco, 744 kilómetros al este de la capital del país Caracas.